# Požega-Slavoniens län
Požega-Slavoniens län (kroatiska: Požeško-slavonska županija) är ett av Kroatiens 21 län. Dess huvudort är Požega. Länet har 85 831 invånare (år 2001) och en yta på 1 823 km². 

## Administrativ indelning
Požega-Slavoniens län är indelat i 15 städer och 5 kommuner.
- Städer:
  - Požega
  - Lipik
  - Pakrac
  - Kutjevo
  - Pleternica

- Kommuner:
  - Brestovac
  - Čaglin
  - Jakšić
  - Kaptol
  - Velika